# Hörup
Hörup (dänisch: Hørup) ist eine Gemeinde im Westen vom Kreis Schleswig-Flensburg in Schleswig-Holstein.

## Geographie

### Geographische Lage
Das Gemeindegebiet von Hörup erstreckt sich im Norden der naturräumlichen Haupteinheit Schleswiger Vorgeest auf dem linken Ufer der Spölbek, dem nördlichen Quellfluss der Soholmer Au. Auch der Schafflunder Mühlenstrom fließt im Gemeindegebiet.

### Gemeindegliederung
Bärenshöft (Bjørnshoved), Neu-Hörup und Spölbek (Spølbæk) liegen im Gemeindegebiet.

### Nachbargemeinden
Unmittelbar angrenzende Gemeindegebiete von Hörup sin:
| Sprakebüll |                                             | Schafflund    |
| Stadum     | Kompassrose, die auf Nachbargemeinden zeigt | Nordhackstedt |
|            | Lindewitt                                   |               |

## Geschichte
Der Ort wurde 1472 erstmals als Horop (Ort, an dem reichlich Heu ist) erwähnt. Südöstlich des Orts wurde bis Anfang des 20. Jahrhunderts Raseneisenerz abgebaut.
Hörup wurde als kinder-, jugend- und familienfreundliche Gemeinde ausgezeichnet.

## Politik

### Gemeindevertretung
Bei der Kommunalwahl am 14. Mai 2023 wurden insgesamt neun Sitze vergeben. Diese fielen erneut alle an die Kommunale Wählergemeinschaft Hörup. Die Wahlbeteiligung betrug 62,8 %.

### Wappen

Hissflagge von Hörup (seit 1995)

| Wappen von Hörup | Blasonierung: „In Blau unter drei fünfstrahligen goldenen Sternen in der Stellung 1:2 eine goldene, beiderseits von steinernen Sockeln gestützte Holzbrücke, darunter acht goldene Wellenkämme in der Stellung 2:3:3.“ |
| Wappen von Hörup | Wappenbegründung: Die Gemarkung der Gemeinde Hörup wird von der wasserreichen Schafflunder Au und daneben von zahlreichen kleinen Auen durchzogen. Diese für reibungslose Verkehrsverbindungen nachteiligen naturräumlichen Verhältnisse machten frühzeitig den Bau von Brücken in der Umgebung des Ortes notwendig. Im Jahre 1769 verfügte König Christian VII. den Bau von drei Brücken; heute befinden sich insgesamt acht Übergänge auf dem Gemeindegebiet. Auf die charakteristischen Bauwerke weist die Hauptfigur des Wappens hin, auf deren Zahl die Achtzahl der Wellenkämme. Das benachbarte Spölbek ist seit 1871, dem Jahr der Gemeindegründung, in den Ort Hörup eingemeindet, ebenso die Wohnplätze Bärenshöft und Neu-Hörup. Diese drei Ortsteile finden sich im Wappen durch die drei Sterne vertreten. Die blaue Schildfarbe weist auf die Vor- und Nachteile einer wasserreichen Region hin, in der einerseits die Wiesen vor sommerlicher Austrocknung geschützt sind, andererseits nicht selten Überschwemmungen bis in die Häuser hinein reichen. Das Gemeindewappen wurde am 12. November 1991 verliehen, die Flagge am 21. August 1995. Beschreibung der Flagge: Auf gelbem, oben und unten von einem breiten blauen Randstreifen begrenztem Flaggentuch das Gemeindewappen in flaggengerechter Tinktur. |

## Wirtschaft
Die Gemeinde ist überwiegend landwirtschaftlich geprägt, eine große Rolle spielt inzwischen auch die Windenergie.

## Verkehr
Hörup-Bärenshöft liegt an der Bahnstrecke Flensburg-Weiche–Lindholm. Ein Haltepunkt existierte zwischen Schafflund und Sprakebüll nicht.